# Wolfgang Sawallisch

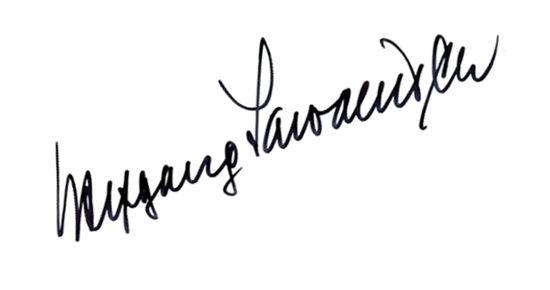
Assinatura de Wolfgang Sawallisch

Wolfgang Sawallisch (Munique, 26 de agosto de 1923 - Grassau, Alta Baviera, 22 de fevereiro de 2013), foi um maestro e pianista alemão.

## Biografia
Sawallisch nasceu em Munique, e estudou composição e piano privadamente; com o fim da Segunda Guerra Mundial continuou estudando na cidade, e começou sua carreira em uma casa de ópera em Augsburgo, em 1947. Lá se tornou o maestro principal entre 1952 e 1953, e foi assistente de Igor Markevitch na Academia Internacional de Verão Mozarteum, em Salzburgo.
Em 1953 conduziu a Filarmônica de Berlim; fez sua estréia no Bayreuth Festspielhaus conduzindo Tristan und Isolde em 1957, se tornando o maestro mais jovem a se apresentar lá.
De 1960 até 1970 foi o maestro principal da Orquestra Sinfônica de Viena. De 1971 até 1992 foi o diretor musical da Ópera do Estado Bávaro, e de 1993 até 2003 foi o diretor musical da Orquestra da Filadélfia, onde se tornou o maestro laureado. Foi maestro laureado honorável da Orquestra Sinfônica da NHK, em Tóquio, Japão.
Depois do fim de seu mandato na Orquestra da Filadélfia, ele apareceu muitas vezes com a orquestra no Carnegie Hall como maestro convidado.
Sawallisch casou-se em 1952 com Mechthild, com quem permaneceu casado até sua morte, em 1998. Tiveram apenas um filho, Jörg.
Faleceu em sua residência, na cidade de Grassau, na Alta Baviera, em 22 de fevereiro de 2013, aos 89 anos.